# Rex Sinquefield
Rex Andrew Sinquefield (pron. /ˈsɪŋkfiːld/; Saint Louis, 7 settembre 1944) è un imprenditore e filantropo statunitense.

## Biografia
Si laureò in economia alla Saint Louis University, poi ottenne un MBA dall'Università di Chicago. Tra i suoi insegnanti vi era Merton Miller, futuro Premio Nobel e convinto sostenitore della "intrinseca efficienza dei mercati azionari e obbligazionari mondiali".
In seguito lavorò con la American National Bank of Chicago, dove nel 1973 sviluppò il primo fondo indicizzato a gestione passive che replicasse l'S&P 500. Sette anni dopo il fondo valeva 12 miliardi di dollari. Nel 1981 Rex Sinquefield e David Booth, un insegnante dell'università di Chicago, fondarono la società finanziaria Dimensional Fund Advisors, che in giugno 2018 arrivò a gestire 582 miliardi di dollari.

## Filantropia
Sinquefield e la sua famiglia, attraverso la "Sinquefield Charitable Foundation", hanno fatto numerose donazioni a vari enti e organizzazioni. Tra i destinatari si possono citare la "Today and Tomorrow Education Foundation", la "Children's Education Alliance of Missouri", lo "Special Learning Center", il "Dual Masters Scholarship Program" dell'università di Saint Louis, il "Chess Club and Scholastic Center of Saint Louis" e la World Chess Hall of Fame.
La Sinquefield Cup, un grande torneo internazionale di scacchi che si svolge ogni anno a Saint Louis, prende il suo nome.